# Élie Lison
Pour les articles homonymes, voir Lison.
 (juillet 2011).
Si vous disposez d'ouvrages ou d'articles de référence ou si vous connaissez des sites web de qualité traitant du thème abordé ici, merci de compléter l'article en donnant les références utiles à sa vérifiabilité et en les liant à la section « Notes et références ».
Élie Lison, né le 11 juillet 1945, Ghoy, Belgique et mort le 25 novembre 2013 est un comédien de théâtre et de cinéma, un metteur en scène et producteur, mais aussi un astrologue.
Il  commence sa carrière  d'acteur en 1966 et joue 45 pièces de théâtre dans les principaux théâtres de Bruxelles, en passant par Paris (café-théâtre), Avignon, l'Espagne, l'Italie. En 1975, il crée la Compagnie ElieLison  (CEL Productions).  Il s'essaiera également à la production de disques avec Elver (Marcel de Keukelaere).

## Théâtre
Début carrière en 1966.
En 1975, création de la Compagnie Elie Lison asbl (CEL Productions).
- L’Agenda Orange de Pascal Vrebos de 1972 à 1975
- La Tête de Truc de Pascal Vrebos  1976
- Réincarne-toi Polycarpe de Pascal Vrebos 1973-1974
- Le Pied dans le Plat de Louis-Alexis Dubois  1974
- Tovaritch de Jacques Deval
- Arsenic et vieilles dentelles
- L’Homme au parapluie de Dinner et Morum
- L’Ami de la famille de J. Sommet
- Le Signe de Kikota de R. Ferdinand
- Le Cordon bleu de T. Bernard
- Le Brave Soldat Chvéïk|Le Brave Soldat Sveik de J. Hasek
- Le Rire jaune de A. Fauquez
- Dix petits nègres d’Agatha Christie
- La Paix d’Aristophane
- Hamlet de Shakespeare
- La Mégère apprivoisée de Shakespeare
- Chat en poche de Feydeau
- Feu la mère de Madame de Feydeau
- La voiture versée de Courteline
- La peur des coups de Courteline
- La délaissée de M. Maurey
- Le guichet de Tardieu
- Blaise  de Claude Magnier
- Mantilles et mystères de Calderon
- L’école des femmes de Molière
- Requins pour milliardaires de Cordier
- Les Deux Timides de Eugène Labiche
- La Grammaire de Eugène Labiche
- Poivre de Cayenne de Obaldia
- Une demande en mariage de Anton Tchekhov
- Le Rendez-vous de Senlis d’Anouilh
- Demain une fenêtre sur rue de J-C Grumberg
- L’enlèvement de F. Veber
- Le complexe de Philémon  de J_B Luc
- Les Jumeaux vénitiens  de Carlo Goldoni
- L’Apprenti sorcier de Dukas
- L’ile au dragon de R. Bolt
- Escurial de Ghelderode
- Le soleil se couche de Ghelderode
- Les pommes d’or  de Fauquez
- Les nuits de Chicago de G. Neveux
- Mine, Princesse de cirque de M. Audry
- Lama sabachtani de J. Laurent

## Filmographie

### Cinéma
En 1978  Elie Lison crée la maison de productions “HELIOS PRODUCTIONS ” :
- Le Syndrome de Barchoff
- Jeux de Couleurs- dessin animé
- Sprint - documentaire-fiction
- Manoë Film-spectacle de Marc Hollogne 1986

- 1973 : La Fête à Jules (Home sweet Home) de Benoît Lamy
- 1986 : Rabid Grannies (Les mémés cannibales)  d’Emmanuel Kervin  : John
- 1999 : Le Derrière de  Valérie Lemercier : Jean Lampoel, le beau-frère de Pierre
- 2001 : Mauvais Genres de Francis Girod
- 2001 : Un héros ambigu de Josée Dayan   2001
- 2003 : Résistances de Todd Komarnicki (États-Unis) : Jauquet
- 2004 : Mariage mixte d'Alexandre Arcady : Van Der Merch
- 2011 : Moi, Michel G., milliardaire, maître du monde  de Stéphane Kazandjian : Henri Ganiant
- 2011 : Les Mythos  de Denis Thybaud : Le chef du protocole
- 2011 : Pauline détective de Marc Fitoussi : Le mari de Maryvonne
- 2013 : Tip Top de Serge Bozon : Commissaire Rozinsky

### Télévision
- 1968 à 1971 : Feu Vert de Jacques Vernel - séquences Hier et Aujourd’hui
- 1980 : Le Dancing téléfilm de Jean-Louis Colmant
- 1997 : Le Pantalon  téléfilm d'Yves Boisset : Joffre
- 1997 : À nous  deux la vie d’Alain Nahum
- 2003 : White King Red rubber, Black Death
- 2005 : Le Président Ferrare – L’affaire Denise Chabrier  -
- Melting pot Café de J-M Vervoort  .
- L’Empereur du Goût  - feuilleton BRT-
- 2009 : Les dernières heures du mur documentaire de Jean-François Delassus
- 1989-2009  : Vingt ans après  Berlin
- 2011 : À tort ou à raison de Pierre Joassin (série TV)
- 2014 : Marie Curie, une femme sur le front d'Alain Brunard

### Publicité et divers
Plusieurs doublages de dessins animés (View Master...) et publicités radiophoniques et télévisées. Doublages de longs métrages.[réf. nécessaire]